# Zwei Nikoläuse unterwegs
Zwei Nikoläuse unterwegs ist ein Weihnachtsfilm des DDR-Fernsehens aus dem Jahr 1985.

## Handlung
Die beiden Freunde Ruprecht und Nikolaus sind beide geschieden und können daher kein harmonisches Weihnachtsfest im Familienkreis erwarten. Am Heiligabend fliehen sie vor dem Weihnachtstrubel in die Provinz, um dort gemeinsam Weihnachten ohne Feier zu verbringen. Dummerweise ist die Pension, in der sie übernachten wollen, seit Jahren geschlossen, und so kommen sie in einem ungeheizten Zimmer bei Familie Übel unter. Dort halten sie es aber nicht lange aus, spazieren durch die Stadt und treffen einen traurigen kleinen Jungen namens Robert.
Robert erzählt, dass sein Vater den Weihnachtsbaum aus dem Fenster geworfen und wütend die Wohnung verlassen hat, weil die ältere Tochter Moni überraschend ihren Freund Jörg zur Bescherung mitgebracht hat. Um Robert zu trösten, erzählt Nikolaus ihm, dass er und Ruprecht geheime Ober-Nikoläuse seien und verspricht ihm, die Familie wieder zusammenzubringen. Robert nimmt die beiden mit in die Wohnung, und während Ruprecht sich ums Weihnachtsessen kümmert und Roberts Mutter tröstet, stellt Nikolaus den Baum wieder auf, spielt mit Robert und bringt ihm ein Weihnachtsgedicht bei.
Überraschend tauchen die Eltern von Jörg auf, die offenbar von Moni zur Feier eingeladen wurden. Sie halten Ruprecht für den Vater, und Barbara klärt das Missverständnis nicht auf, um ihnen eine heile Familie vorzuspielen. Der Schwindel fliegt allerdings auf, als Roberts echter Vater Herbert zurückkehrt und sich bei Barbara für seinen Wutanfall entschuldigt. Derweil flüchten Ruprecht und Nikolaus durchs Küchenfenster, um nicht noch mehr Verwirrung zu stiften, und wollen in die Stadt zurückfahren. Der nächste Zug geht aber erst am nächsten Morgen, und am Bahnhof treffen sie auf Jörg und Moni, die zusammen abhauen wollten. Nikolaus kann die beiden überzeugen, zu Monis Familie zurückzukehren, vor allem damit der kleine Robert ein schönes Weihnachtsfest hat und seinen Glauben an den Nikolaus nicht verliert. Ruprecht und Nikolaus kehren zunächst in ihr kaltes Zimmer bei Familie Übel zurück, werden dann aber von Herbert zur Feier eingeladen, sodass nun endlich alle vereint sind.

## Produktion
Der Film ist eine Produktion des Fernsehens der DDR und wurde an Heiligabend 1985 im zweiten Programm ausgestrahlt. 2012 erschien er bei Icestorm Entertainment auf DVD.